# Черепухін Семен Іванович
Семен Іванович Черепухін (1907, село Городище Орловської губернії, тепер Сосковського району Орловської області, Російська Федерація — ?) — радянський державний діяч, голова виконавчого комітету Курської обласної ради. Депутат Верховної ради СРСР 4—5-го скликань.

## Життєпис
Народився в бідній селянській родині. Батько за участь у революційному русі 1905—1907 років був заарештований і висланий до Сибіру, де помер від сухот. Мати із сином Семеном змушена була виїхати до Криму в місто Алушту, де працювала прибиральницею земської лікарні.
Закінчив чотири класи початкової школи в місті Алушті. Після революції 1917 року повернувся з матір'ю до рідного села Городища. З 1922 року наймитував у заможного селянина Гулякіна, пас худобу, працював учнем у кравця. Закінчив з похвальною грамотою семирічну школу в селі Долженки Орловської губернії. У 1924 році вступив до комсомолу.
Наприкінці 1920-х років вступив до артілі, працював головою колгоспу «Светлый путь». З 1928 року був головою Гнєздеківської сільської ради на Орловщині.
Член ВКП(б) з 1931 року.
У 1931—1934 роках — партійний слідчий районної контрольної комісії та робітничо-селянської інспекції.
З 1934 року — старший суддя Дмитрівського району Орловської області, член Орловського обласного суду.
Заочно навчався в Московському юридичному інституті.
З 1940 року — завідувач організаційно-інструкторського відділу Ленінського районного комітету ВКП(б) міста Курська; інструктор Курського обласного комітету ВКП(б).
До 1941 року — 1-й секретар Малоархангельського районного комітету ВКП(б) Курської області. На 1942 рік — 1-й секретар Касторенського районного комітету ВКП(б) Курської області. Під час німецько-радянської війни воював у партизанському загоні при 1-й Курській партизанській бригаді.
З травня по серпень 1943 року — завідувач сільськогосподарського відділу Курського обласного комітету ВКП(б).
З 1943 року навчався у Вищій партійній школі(ВПШ) при ЦК ВКП(б). Після закінчення партійної школи повернувся до Курська, де до січня 1954 року працював заступником голови виконавчого комітету Курської обласної ради депутатів трудящих.
У січні 1954 — березні 1961 року — голова виконавчого комітету Курської обласної ради депутатів трудящих.
У 1961 році переніс два інфаркти, пішов на пенсію та переїхав до Москви. Потім понад 20 років працював директором господарства «Серебряный бор» при Управлінні справами ЦК КПРС.
З 1987 року — персональний пенсіонер.

## Нагороди
- орден Леніна
- орден Вітчизняної війни І ст.
- орден Трудового Червоного Прапора
- орден Червоної Зірки
- медаль «За трудову доблесть»
- медалі